# Saltatio Mortis
Saltatio Mortis (с лат. — «Пляска Смерти») — немецкая музыкальная группа, основанная в 2000 году. 

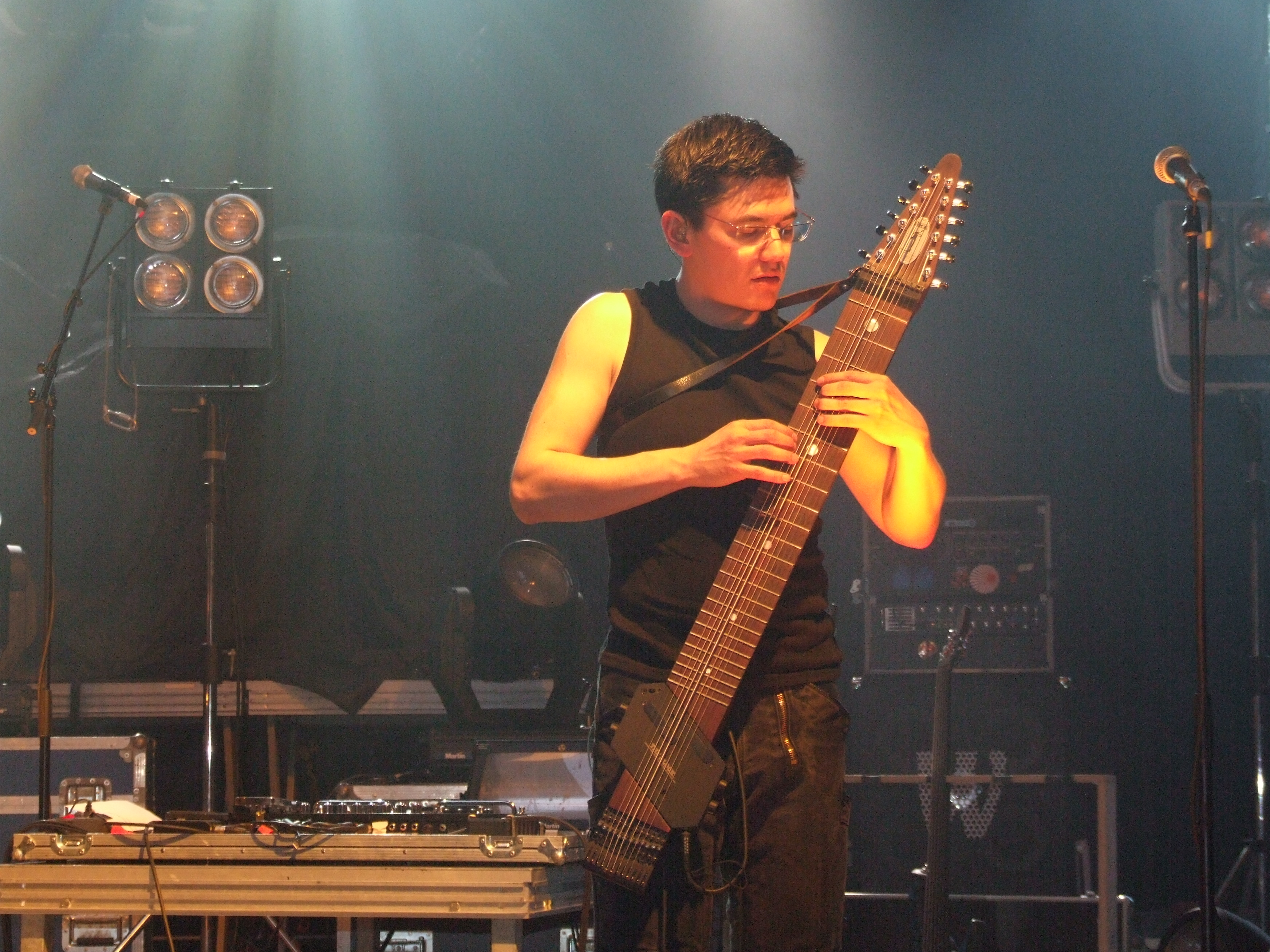
Bruder Frank

## Название
Это было в те далекие и ужасные времена в Европе, когда одна за другой на людей обрушивались эпидемии чумы. На улицах городов пылали костры, в которые пока еще живые волокли мертвые тела. Бушевали войны… Казалось, наступают последние дни. Но люди не сдавались. Они решили высмеять смерть. И тогда появился новый жанр в искусстве – "la danse macabre" ((фр. macabre - похоронный, погребальный)). Одним из его проявлений была собственно "пляска смерти" ("la danse macabre") – танцевальное действо, исполнявшееся вживую и дошедшее до нас в виде изображений на гравюрах, картинах и описаний. В переводе на латынь "пляска смерти" звучит как "Saltatio Mortis".

## История группы
Группа была основана в 2000 году и является одной из самых известных в своем жанре. В течение года она активно участвует в таких событиях, как Mittelalterlich Phantasie Spectaculum. 
Известна в Германии группа стала после выхода альбомов "Tavernakel" и "Das zweite Gesicht", с появлением альбомов „Heptessenz“ и „Erwachen“ Saltatio Mortis вошли в ряд таких групп как Corvus Corax, In Extremo и Schandmaul на арене средневековой музыки. За этим последовал альбом "Manufactum" и, в августе 2005 года, "Des Königs Henker". Основная тематика последнего альбома — злоупотребление властью, свобода и смерть. После выхода этого же альбома группа отказалась от электронной музыки в качестве фона. В октябре 2006 года было объявлено, что Dominor, Ungemach и Die Fackel покинули группу. В 2007 группа представляет "Aus der Asche", наиболее успешный в истории группы альбом. Тем не менее, не забывая своих корней, группа по сей день играет акустику на средневековых ярмарках. В течение последующих двух лет музыка Saltatio Mortis развивается далее по направлению к року и в августе 2009 года был выпущен альбом "Wer Wind Sæt", который также является этапом развития. По песням "Ebenbild" и "Letzte Worte" были сняты видеоклипы. В альбом вошла песня "Salome", дуэт Alea и Доро.
В феврале 2009 года сократилась до секстета. Thoron покинул группу, чтобы попробовать себя в других музыкальных стилях. Cordoban ушел, чтобы больше заботиться о своей семье и закончить учебу. Bruder Frank, хотя является членом группы, играет с остальным составом только во время рок-шоу. Jean Méchant поддерживает группу в их чисто акустических выступлениях.
После трех студийных альбомов выпущен концертный, с акустической музыкой средневековой ярмарки - Manufactum II. В апреле 2011 года вышел DVD с записью юбилейного концерта 2010 года "10 Jahre Wild und Frei", состоявшийся в Эльберфельде. На этом концерте в качестве участников присутствовали Эрик Фиш, Dr. Pest, Доро и некоторые другие представители немецкой метал-сцены. В этом же месяце к группе присоединяется экс-Schelmish Luzi das L, ныне являющийся полноценным участником Saltatio Mortis (т.е. играющим в составе как на акустических, так и на рок-шоу).
Второго сентября 2011 вышел "Sturm aufs Paradies" - альбом, на котором впервые в истории Saltatio Mortis появились партии пианино. Этот альбом примечателен сочетанием лирических мотивов и жестких гитарных ходов, гармоничным разнообразием композиций. В качестве бонуса ограниченным тиражом был выпущен диск с инструментальными версиями песен "Habgier und Tod", "Hochzeitstanz", "Eulenspiegel", "Spiel mit dem Feuer", "Nachtigall und Rose", "Orpheus" и "Gott Würfelt Nicht" в переложении для пианино.

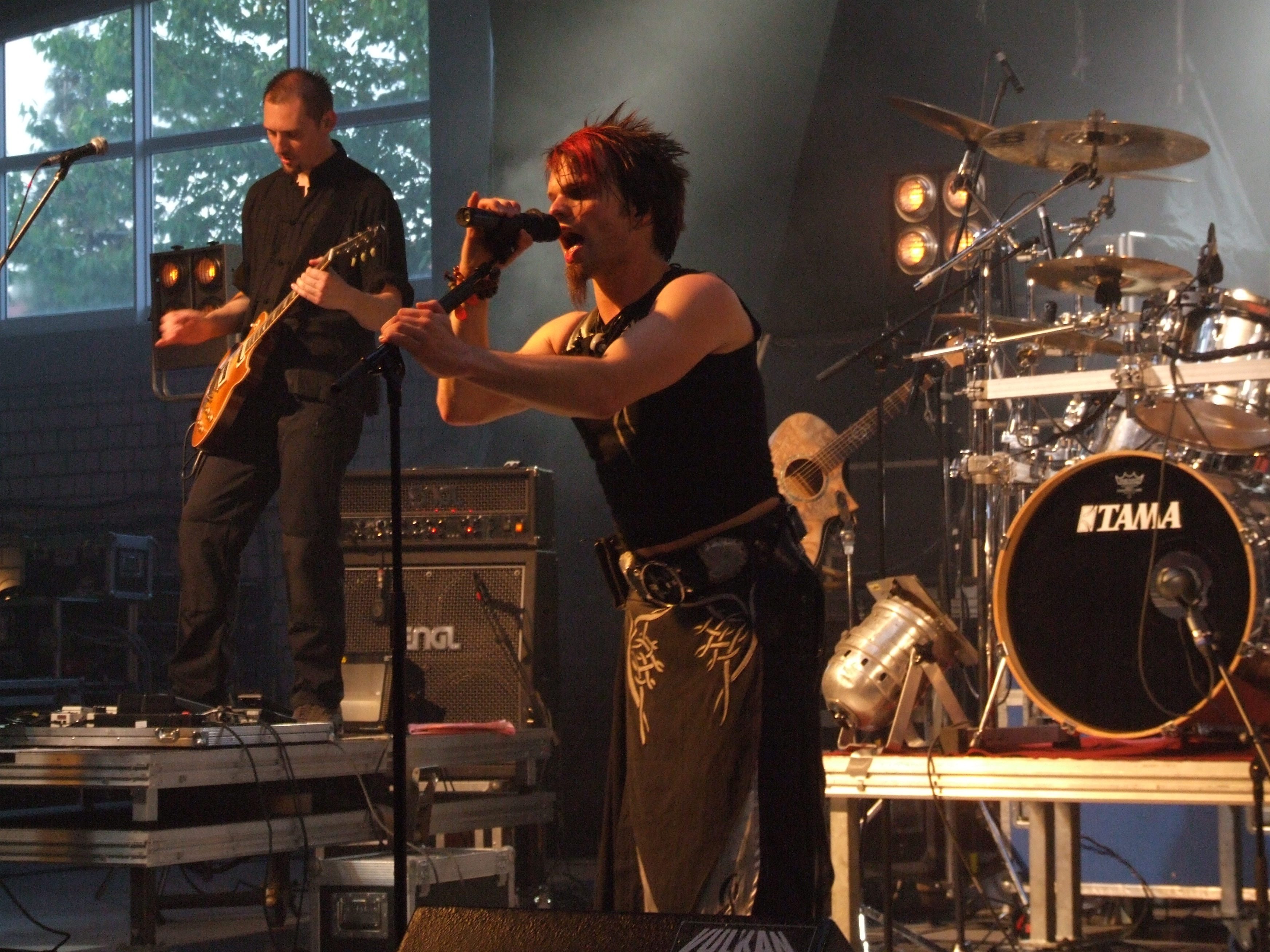

## Дискография

### Студийные альбомы
- 2001: Tavernakel
- 2002: Das Zweite Gesicht
- 2003: Heptessenz
- 2004: Erwachen
- 2005: Des Königs Henker
- 2007: Aus der Asche
- 2009: Wer Wind Sæt
- 2011: Sturm aufs Paradies
- 2013: Das schwarze Einmaleins
- 2015: Zirkus Zeitgeist
- 2016: Licht und Schatten
- 2019: Brot und Spiele
- 2020: Für immer frei
- 2020: Für immer frei/ Aus fremden Federn
- 2022: Alive now

### Синглы
- 2003: Falsche Freunde
- 2005: Salz der Erde
- 2009: Ebenbild
- 2011: Hochzeitstanz
- 2013: Früher War Alles Besser
- 2013: Wachstum über alles
- 2015: Wo Sind Die Clowns
- 2018: We Drink Your Blood
- 2019: Brunhild
- 2019: Europa
- 2019: Ich werde Wind
- 2019: Sie tanzt allein
- 2020: Neustart für den Sommer
- 2020: Loki
- 2020: Für immer jung
- 2020: Lowenherz
- 2020: Mittelfinger Richtung Zukunft
- 2020: Kaufmann und Maid
- 2021: My Mother Told Me
- 2021: Besorgter Bürger/Schrei nach Liebe
- 2021: Nie allein
- 2022: The Dragonborn Comes
- 2022: Pray To The Hunter
- 2022: Wir woll'n nach Valhalla
- 2022: Odins Raben
- 2023: Taugenichts
- 2023: Heute Nacht
- 2023: Gardyloo
- 2024: Finsterwacht

### Концертные альбомы
- 2005: Manufactum
- 2010: Manufactum II
- 2011: 10 Jahre Wild und Frei
- 2013: Manufactum III
- 2016: Zirkus Zeitgeist

### DVD
- 2011: 10 Jahre Wild und Frei
- 2013: Provocatio - Live auf dem Mittelaltermarkt

## Видеография
- 2009 — Ebenbild
- 2009 — Letzte Worte
- 2011 — Daedalus (Live)
- 2011 — Hochzeitstanz
- 2013 — Wachstum über alles
- 2013 — Früher war alles besser
- 2015 — Wo sind die Clowns?
- 2018 — Groẞe Träume
- 2018 — Brunhild (Live)
- 2018 — Spur des Lebens
- 2020 — Loki
- 2020 — Für immer jung
- 2020 — Löwenherz
- 2020 — Mittelfinger Richtung Zukunft
- 2021 — My mother told me